# Caprese Michelangelo
Caprese Michelangelo é uma comuna italiana da região da Toscana, província de Arezzo, com cerca de 1.395 habitantes. Estende-se por uma área de 6 653 km², tendo uma densidade populacional de 20,97 hab/km². Faz fronteira com Anghiari, Chitignano, Chiusi della Verna, Pieve Santo Stefano, Subbiano, é a cidade onde nasceu Michelangelo Buonarroti.

## Demografia
| Variação demográfica do município entre 1861 e 2011                               |
|                                                                                   |
| Fonte: Istituto Nazionale di Statistica (ISTAT) - Elaboração gráfica da Wikipedia |